# Brassia arachnoidea
Brassia arachnoidea es una especie de orquídea epífita raramente de hábito terrestre originaria de Sudamérica.

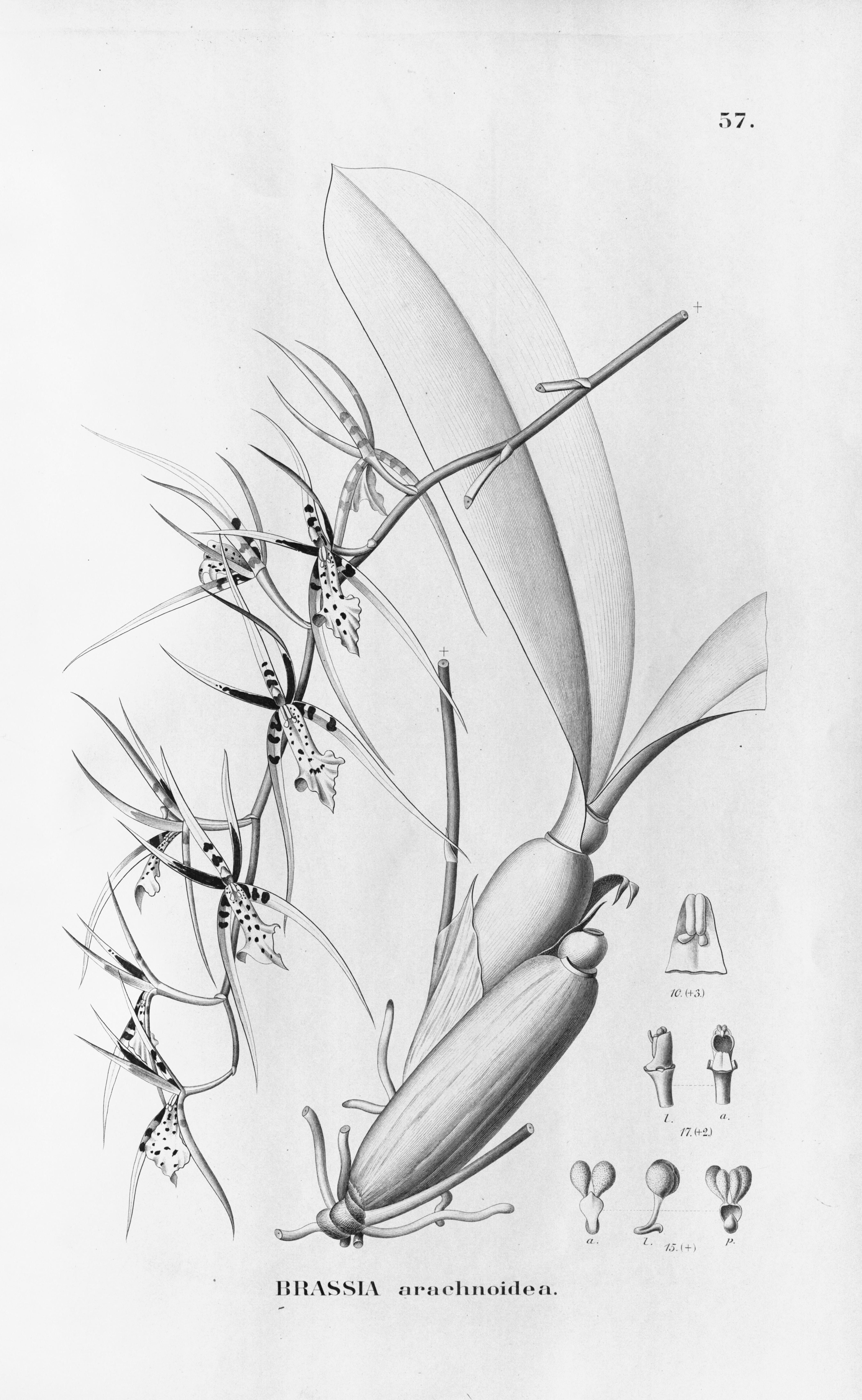
Ilustración

## Características
Es una especie de orquídea de tamaño mediano, que prefiere el clima cálido y tiene un hábito de crecimiento epífita con pseudobulbos oblongos, lateralmente comprimidos, liso en la juventud y surcado con la edad y que están parcialmente envueltos por vainas dísticas, imbricadas y que lleva dos hojas coriáceas , oblongas en forma de cinta en forma erecta a extendida, agudas, conduplicadas abajo en  la base del pecíolo. Florece en el otoño en el hemisferio sur en una inflorescencia arqueda y flexible de 40 cm de largo, con hasta 10 flores, la inflorescencia racemosa deriva  de un pseudobulbo recién madurado y tiene algunas fundas membranosas muy espaciadas,  blanquecinas.

## Distribución y hábitat
Se encuentra en el extremo oeste de Brasil en el territorio de Acre.

## Taxonomía
Brassia arachnoidea fue descrita por João Barbosa Rodrigues y publicado en Genera et Species Orchidearum Novarum 1: 97. 1877.
Etimología
Brassia (abreviado Brs.): nombre genérico que fue otorgado en honor de William Brass, un ilustrador de botánica del siglo XIX.

arachnoidea: epíteto latín que significa "como tela de araña".